# Calendario UCI Femenino 2022
El Calendario UCI Femenino 2022 (oficialmente: Women Elite Ranking), también denominado Ranking UCI Femenino 2022, empezó el 6 de febrero en España con la Vuelta CV Feminas y finalizó el 16 de octubre en Francia con la Chrono des Nations.

## Equipos, carreras y categorías
- Para la lista de equipos profesionales véase: Equipos

En estas carreras pueden participar prácticamente todos los equipos. Las únicas limitaciones se sitúan en que los equipos amateurs no pueden participar en las carreras del UCI WorldTour Femenino 2022 (las de mayor categoría) y los equipos mixtos solo pueden participar en las carreras .2 (las de menor categoría).
En los Campeonatos Continentales (CC) también pueden puntuar todo tipo de equipos y corredoras de ese continente; y dependiendo la legislación de su federación continental también pueden participar, sin poder puntuar, corredoras fuera de ese continente.

### Categorías
En el siguiente cuadro se muestran las carreras más destacadas con esa puntuación ordenado por países.
| Carrera                                                                   | Categoría |
| ------------------------------------------------------------------------- | --------- |
| Omloop Het Nieuwsblad-vrouwen elite / Circuit Het Nieuwsblad-Femmes Elite | 1.Pro     |
| Nokere Koerse femenina                                                    | 1.Pro     |
| Gran Premio Bruno Beghelli Femenino                                       | 1.Pro     |
| Festival Luxemburgués de Ciclismo Femenino Elsy Jacobs                    | 2.Pro     |
| Tour de Turingia femenino                                                 | 2.Pro     |
| Giro de Italia Femenino                                                   | 2.Pro     |
| Vuelta a la Comunidad Valenciana Femenina                                 | 1.1       |
| Setmana Ciclista Valenciana                                               | 2.1       |
| Gran Premio Ciudad de Eibar                                               | 1.1       |
| Clásica Navarra                                                           | 1.1       |
| Emakumeen Nafarroako Klasikoa                                             | 1.1       |
| BeNe Ladies Tour                                                          | 2.1       |
| A través de Flandes                                                       | 1.1       |
| Dwars door de Westhoek                                                    | 1.1       |
| Gooik-Geraardsbergen-Gooik                                                | 1.1       |
| Lotto Belgium Tour                                                        | 2.1       |
| SPAR Flanders Diamond Tour                                                | 1.1       |
| Spar-Omloop van het Hageland-Tielt-Winge                                  | 1.1       |
| Trofeo Maarten Wynants                                                    | 1.1       |

| Carrera                                   | Categoría |
| ----------------------------------------- | --------- |
| Grand Prix Cycliste de Gatineau - RR      | 1.1       |
| Grand Prix Cycliste de Gatineau - ITT     | 1.1       |
| Winston Salem Cycling Classic             | 1.1       |
| Independence Cycling Classic              | 1.1       |
| La Classique Morbihan                     | 1.1       |
| Gran Premio de Plumelec-Morbihan Femenino | 1.1       |
| Chrono Champenois-Trophée Européen        | 1.1       |
| Chrono des Nations                        | 1.1       |
| Giro del Trentino Alto Adige-Südtirol     | 1.1       |
| Giro de Emilia Femenino                   | 1.1       |
| EPZ Omloop van Borsele                    | 1.1       |
| Tour de Polonia Femenino                  | 2.1       |
| Tour de Yorkshire                         | 1.1       |
| 947 Cycle Challenge                       | 1.1       |
| Tour de Tailandia                         | 2.1       |

Además, al igual que en los Circuitos Continentales UCI, también puntúan los campeonatos nacionales de ruta y contrarreloj (CN) así como el Campeonato Mundial (CM) de ese año.

## Calendario
- Para las carreras de máxima categoría véase: UCI WorldTour Femenino 2022

Las siguientes son las carreras que compusieron el calendario UCI Femenino 2022.
| Calendario UCI Femenino 2022 | Calendario UCI Femenino 2022 | Calendario UCI Femenino 2022                     | Calendario UCI Femenino 2022 | Calendario UCI Femenino 2022 |
| Fecha                        | País                         | Carrera                                          | Ganador                      |                              |
| ---------------------------- | ---------------------------- | ------------------------------------------------ | ---------------------------- | ---------------------------- |
| 6 de feb                     | Turquía                      | GP Manavgat                                      | Alina Moiseeva               |                              |
| 6 de feb                     | España                       | Vuelta a la Comunitat Valenciana Feminas         | Marta Bastianelli            |                              |
| 17 – 20 de febrero           | España                       | Setmana Ciclista Valenciana                      | Annemiek van Vleuten         |                              |
| 19 de feb                    | Turquía                      | Gran Premio Velo Alanya femenina                 | Viktoriia Yaroshenko         |                              |
| 20 de feb                    | Turquía                      | Grand Prix Justiniano Hotels WE                  | Alina Moiseeva               |                              |
| 26 de feb                    | Bélgica                      | Omloop Het Nieuwsblad femenina                   | Annemiek van Vleuten         |                              |
| 27 de feb                    | Bélgica                      | Omloop van het Hageland                          | Marta Bastianelli            |                              |
| 1 de mar                     | Bélgica                      | Le Samyn femenina                                | Emma Norsgaard               |                              |
| 3 – 5 de marzo               | Países Bajos                 | Healthy Ageing Tour                              | Ellen van Dijk               |                              |
| 5 de mar                     | Turquía                      | Gran Premio de Gazipaşa femenino                 | Olga Shekel                  |                              |
| 6 de mar                     | Turquía                      | Gran Premio Mediterráneo                         | Yanina Kuskova               |                              |
| 6 de mar                     | Italia                       | Trofeo Oro in Euro                               | Sofia Bertizzolo             |                              |
| 9 de mar                     | Bélgica                      | Grand Prix Oetingen                              | Lorena Wiebes                |                              |
| 11 de mar                    | Países Bajos                 | Drentse Acht van Westerveld                      | Christine Majerus            |                              |
| 16 de mar                    | Bélgica                      | Nokere Koerse femenina                           | Lorena Wiebes                |                              |
| 30 de mar                    | Bélgica                      | A Través de Flandes femenina                     | Chiara Consonni              |                              |
| 6 de abr                     | Bélgica                      | Scheldeprijs femenina                            | Lorena Wiebes                |                              |
| 8 – 10 de abril              | Tailandia                    | Tour de Tailandia femenino                       | Phetdarin Somrat             |                              |
| 13 de abr                    | Bélgica                      | Flecha Brabanzona Femenina                       | Demi Vollering               |                              |
| 17 de abr                    | Francia                      | Grand Prix de Chambéry                           | Brodie Chapman               |                              |
| 18 de abr                    | Bélgica                      | Ronde de Mouscron                                | Thalita De Jong              |                              |
| 23 de abr                    | Países Bajos                 | Omloop van Borsele                               | Maaike Boogaard              |                              |
| 25 de abr                    | Italia                       | Gran Premio della Liberazione femenino           | Silvia Persico               |                              |
| 27 de abril – 1 de mayo      | Estados Unidos               | Tour de Gila                                     | Lauren De Crescenzo          |                              |
| 28 de abril – 1 de mayo      | República Checa              | Gracia-Orlová                                    | Agnieszka Skalniak           |                              |
| 29 de abril – 1 de mayo      | Luxemburgo                   | Festival Elsy Jacobs                             | Marta Bastianelli            |                              |
| 30 de abr                    | Bélgica                      | Circuit de la vallée de la Lys                   | Femke Markus                 |                              |
| 3 – 7 de mayo                | Francia                      | Tour de Bretaña femenino                         | Vittoria Guazzini            |                              |
| 3 – 5 de mayo                | España                       | Vuelta Ciclista Andalucia (women)                | Arlenis Sierra               |                              |
| 7 de may                     | Bélgica                      | Grote Prijs Euromat                              | Charlotte Kool               |                              |
| 8 de may                     | España                       | Gran Premio Ciudad de Eibar                      | Olivia Baril                 |                              |
| 10 de may                    | España                       | Emakumeen Nafarroako Klasikoa                    | Sarah Gigante                |                              |
| 11 de may                    | España                       | Clásica Féminas de Navarra                       | Veronica Ewers               |                              |
| 13 de may                    | Francia                      | La Classique Morbihan                            | Antri Christoforou           |                              |
| 14 de may                    | Países Bajos                 | Omloop der Kempen Ladies                         | Rachele Barbieri             |                              |
| 14 de may                    | Francia                      | Gran Premio de Plumelec-Morbihan Femenino        | Ally Wollaston               |                              |
| 17 de may                    | España                       | Durango-Durango Emakumeen Saria                  | Pauliena Rooijakkers         |                              |
| 19 – 22 de mayo              | Estados Unidos               | Joe Martin Stage Race Women                      | Emma Langley                 |                              |
| 20 de may                    | Países Bajos                 | Veenendaal Veenendaal Classic Femenina           | Gladys Verhulst              |                              |
| 21 de may                    | Turquía                      | Grand Prix Kayseri                               | cancelada                    |                              |
| 24 – 29 de mayo              | Alemania                     | Tour de Turingia femenino                        | Alexandra Manly              |                              |
| 28 de may                    | Ucrania                      | Kyiv Cup Women                                   | cancelada                    |                              |
| 28 de may                    | Turquía                      | Grand prix Erciyes                               | cancelada                    |                              |
| 28 de may                    | Estonia                      | Ladies Tour of Estonia                           | Agnieszka Skalniak           |                              |
| 29 de may                    | Ucrania                      | Kyiv Green Race                                  | cancelada                    |                              |
| 4 – 5 de junio               | Serbia                       | Belgrade GP Woman Tour                           | cancelada                    |                              |
| 4 de jun                     | Países Bajos                 | Omloop van de IJsseldelta                        | cancelada                    |                              |
| 4 de jun                     | Turquía                      | Gran Premio Velo Erciyes femenina                | cancelada                    |                              |
| 5 de jun                     | Francia                      | Alpes Gresivaudan Classic                        | Évita Muzic                  |                              |
| 5 de jun                     | Italia                       | Memorial Monica Bandini                          | Silvia Persico               |                              |
| 5 de jun                     | Bélgica                      | Dwars door de Westhoek                           | Chiara Consonni              |                              |
| 6 de jun                     | Bélgica                      | Grand Prix Mazda Schelkens                       | Danique Braam                |                              |
| 8 – 12 de junio              | Guatemala                    | Vuelta Femenina a Guatemala                      | cancelada                    |                              |
| 12 de jun                    | Bélgica                      | Diamond Tour                                     | Chiara Consonni              |                              |
| 14 de jun                    | Francia                      | Mont Ventoux Elevation Challenges (women)        | Marta Cavalli                |                              |
| 18 – 21 de junio             | Suiza                        | Vuelta a Suiza Femenina                          | Lucinda Brand                |                              |
| 28 de junio – 1 de julio     | Bélgica                      | Tour de Bélgica femenino                         | Agnieszka Skalniak           |                              |
| 30 de junio – 3 de julio     | República Checa              | Tour de Feminin-O cenu Ceskeho Svycarska         | cancelada                    |                              |
| 8 de jul                     | Estados Unidos               | Chrono Kristin Armstrong femenina                | cancelada                    |                              |
| 10 de jul                    | Bélgica                      | 2-Districtenpijl                                 | Daria Pikulik                |                              |
| 13 – 17 de julio             | Países Bajos                 | BeNe Ladies Tour                                 | Ellen van Dijk               |                              |
| 14 – 17 de julio             | Costa Rica                   | Vuelta Internacional Femenina a Costa Rica       | Carolina Vargas              |                              |
| 23 de jul                    | Eslovaquia                   | Ladies Race Slovakia                             | Ricarda Bauernfeind          |                              |
| 24 de jul                    | Hungría                      | Visegrad 4 Ladies Series - Hungary               | Silvia Zanardi               |                              |
| 29 – 31 de julio             | Polonia                      | Princess Anna Vasa Tour                          | Agnieszka Skalniak           |                              |
| 31 de jul                    | Suiza                        | Coupe d'Europe des Grimpeurs                     | cancelada                    |                              |
| 2 – 4 de agosto              | Suecia                       | Tour de Upsala                                   | Nathalie Eklund              |                              |
| 5 – 7 de agosto              | Francia                      | Tour Féminin International des Pyrénées          | Kristabel Doebel-Hickok      |                              |
| 9 – 14 de agosto             | Colombia                     | Vuelta a Colombia Femenina                       | Diana Peñuela                |                              |
| 13 de ago                    | Francia                      | La Périgord Ladies                               | Grace Brown                  |                              |
| 14 de ago                    | Francia                      | La Picto-Charentaise                             | Marie Le Net                 |                              |
| 15 de ago                    | Bélgica                      | GP Yvonne Reynders                               | cancelada                    |                              |
| 19 de ago                    | Bélgica                      | Konvert Kortrijk Koerse                          | Julie De Wilde               |                              |
| 21 de ago                    | Bélgica                      | MerXem Classic                                   | Eleonora Gasparrini          |                              |
| 25 de ago                    | Francia                      | Kreiz Breizh Elites femenina                     | Emma Norsgaard               |                              |
| 25 – 28 de agosto            | Italia                       | Giro de la Toscana-Memorial Michela Fanini       | Agnieszka Skalniak           |                              |
| 28 de ago                    | Francia                      | La Route des Géantes                             | cancelada                    |                              |
| 4 de sep                     | Bélgica                      | Grand Prix Beerens                               | Marjolein van 't Geloof      |                              |
| 6 – 12 de septiembre         | Francia                      | Tour Cycliste Féminin International de l'Ardèche | Antonia Niedermaier          |                              |
| 10 de sep                    | Francia                      | À travers les Hauts-de-France                    | Mischa Bredewold             |                              |
| 11 de sep                    | Francia                      | Gran Premio de Fourmies femenino                 | Clara Copponi                |                              |
| 14 de sep                    | Bélgica                      | Grisette Grand Prix de Wallonie                  | Julie De Wilde               |                              |
| 16 – 17 de septiembre        | Bélgica                      | Trophée des Grimpeuses                           | Maria Giulia Confalonieri    |                              |
| 18 de sep                    | Francia                      | Gran Premio de Isbergues Femenino                | Chiara Consonni              |                              |
| 1 de oct                     | Italia                       | Giro de Emilia Femenino                          | Elisa Longo Borghini         |                              |
| 4 – 8 de octubre             | Siria                        | International Syrian Tour Women                  | cancelada                    |                              |
| 4 de oct                     | Italia                       | Tres Valles Varesinos Femenino                   | Elisa Longo Borghini         |                              |
| 4 de oct                     | Bélgica                      | Binche-Chimay-Binche féminin                     | Lorena Wiebes                |                              |
| 10 – 11 de octubre           | República Popular China      | Tour de Wenzhou femenina                         | cancelada                    |                              |
| 16 de oct                    | Francia                      | Chrono des Nations femenina                      | Ellen van Dijk               |                              |

## Clasificaciones finales (UCI World Ranking Femenino)
- No existe una clasificación exclusiva de este calendario. En el Ranking UCI Femenino se incluyen las 23 carreras del UCI WorldTour Femenino 2022. Esta clasificación se basa en los resultados de las últimas 52 semanas de acuerdo con el sistema "rolling", mismo sistema que el Ranking ATP y Ranking WTA de tenis.

Estas son las clasificaciones finales:

### Individual
| Posición | Corredora            | Equipo         | Puntos  |
| -------- | -------------------- | -------------- | ------- |
| 1.ª      | Annemiek van Vleuten | Movistar       | 4683    |
| 2.ª      | Lorena Wiebes        | DSM            | 3830    |
| 3.ª      | Elisa Longo Borghini | Trek-Segafredo | 3283,66 |
| 4.ª      | Lotte Kopecky        | SD Worx        | 3169,17 |
| 5.ª      | Demi Vollering       | SD Worx        | 3166,17 |

### Clasificación por equipos
Esta clasificación se calculaba sumando los puntos de las cinco mejores corredoras de cada equipo. Los equipos con el mismo número de puntos se clasificaban de acuerdo a su corredora mejor clasificada.
| Posición | Equipo               | Puntos    |
| -------- | -------------------- | --------- |
| 1.º      | SD Worx              | 11 629,01 |
| 2.º      | Trek-Segafredo       | 11 277,65 |
| 3.º      | DSM                  | 10 671,33 |
| 4.º      | FDJ-SUEZ-Futuroscope | 9838,33   |
| 5.º      | Movistar             | 9378,98   |

### Países
La clasificación por países se calculaba sumando los puntos de las cinco mejores corredoras de cada país. Los países con el mismo número de puntos se clasificaban de acuerdo a su corredora mejor clasificado.
| Posición | País         | Puntos    |
| -------- | ------------ | --------- |
| 1.º      | Países Bajos | 14 447,84 |
| 2.º      | Italia       | 12 551,99 |
| 3.º      | Francia      | 5507,33   |
| 4.º      | Bélgica      | 5247,17   |
| 5.º      | Australia    | 4830,01   |